# Bonningues-lès-Ardres
Bonningues-lès-Ardres is een gemeente in het Franse departement Pas-de-Calais (regio Hauts-de-France) en telt 633 inwoners (2008). De plaats maakt deel uit van het arrondissement Sint-Omaars.

## Toponymie
De plaatsnaam heeft in de afgelopen eeuwen gevarieerd. Chronologisch loopt dit via de vormen Bonengia (1069), Boninges, Bonimges et Boninghes (1084), Boningges (elfde eeuw), Boningues (1164), Boninghae (13e eeuw), Boininges (1296), Bonnighe (1411), Boyninghes (1598), Bouningue les Ardres (1793), Boningue-lez-Ardres (achttiende eeuw) Bonninque-lès-Ardres (1801). In vroeger eeuwen werd de plaats ook aangeduid als Boninge in het Vlaams-Nederlands en Bonnink in het Picardisch dialect. Van oorsprong is het een Germaans toponiem Busi gevolgd door ingen - mensen die in de eng wonen.

## Geografie
De oppervlakte van Bonningues-lès-Ardres bedraagt 10,5 km², de bevolkingsdichtheid is 56,3 inwoners per km².
De onderstaande kaart toont de ligging van Bonningues-lès-Ardres met de belangrijkste infrastructuur en aangrenzende gemeenten.

## Demografie
Onderstaande figuur toont het verloop van het inwonertal (bron: INSEE-tellingen).